# Last of the Summer Wine
Last of the Summer Wine är en brittisk komediserie som sändes mellan 1973 och 2010.
Serien sändes under 31 säsonger och är den situationskomedi som sänts under längst tid på brittisk TV.

## Rollista i urval
- Bill Owen – 'Compo' Simmonite (säsong 1-21)
- Peter Sallis – Norman Clegg (säsong 1-31)
- Michael Bates – Cyril Blamire (säsong 1-2)
- Brian Wilde – 'Foggy' Dewhurst (säsong 3-8, 12-18)
- Michael Aldridge – Seymour Utterthwaite (säsong 9-12)
- Frank Thornton – 'Truly' Truelove (säsong 18-31)
- Keith Clifford – Billy Hardcastle (säsong 20-27)
- Burt Kwouk – Entwistle (säsong 23-31)
- Brian Murphy – 'Foggy' Dewhurst Alvin Smedley (säsong 24-31)
- John Comer – Sid (säsong 1-7)
- Jane Freeman – Ivy (säsong 1-31)
- Kathy Staff – Nora Batty (säsong 1-29)
- Ken Kitson – PC Cooper (säsong 7, 10-31)
- Jean Fergusson – Marina (säsong 8-31)
- Robert Fyfe – Howard Sibshaw (säsong 8-31)
- Juliette Kaplan – Pearl Sibshaw (säsong 8-31)
- Mike Grady – Barry Wilkinson (säsong 9-12, 17-31)
- Sarah Thomas – Glenda Wilkinson (säsong 9-31)
- Stephen Lewis – 'Smiler' Hemmingway (säsong 10-28)
- Jean Alexander – Aunty Wainwright (säsong 10-11, 14-31)
- Julie T. Wallace – Mrs Avery (säsong 21-22)
- Christopher Beeny – Morton Beemish (säsong 22-31)
- Josephine Tewson – Miss Davenport (säsong 24-31)
- June Whitfield – Nelly (säsong 26-31)